# ملوك الرمال
ملوك الرمال رواية للروائي العراقي علي بدر. صدرت الرواية لأوّل مرة عام 2009 عن دار كليم للنشر في أبوظبي ومن ثم صدرت عن المؤسسة العربية للدراسات والنشر في بيروت. ودخلت في القائمة الطويلة للجائزة العالمية للرواية العربية لعام 2010، المعروفة باسم «جائزة بوكر العربية».

## حول الرواية
هذا النص هو أقرب إلى القصّة البوليسية منه إلى الرواية، ففي «ملوك الرمال» تروى قصة جندي ضاع في عالم الصحراء السحري. هي قصة مأساوية، حيث يصبح الموت عاديًا ولا يلفت نظر أحد إليه بدلًا من أن يكون النهاية المخيفة لحياة الإنسان، وهذه اللا مبالاة بالموت قد تشير إلى مدى الاستهانة بالحياة في بلد (العراق) اجتاحته الحرب طوال عقود من الزمن. مع بيئة الصحراء يتوجه نص «ملوك الرمال» إلى آفاق جديدة للرواية العراقية حيث كانت تركّز على بيئة المدينة.